# アニェス・ド・フランス (ブルゴーニュ公妃)
アニェス・ド・フランス（フランス語：Agnès de France, 1260年ごろ - 1327年12月19日）は、ブルゴーニュ公ロベール2世の妃。息子が若年の間の1306年から1311年まで、ブルゴーニュ公領の摂政をつとめた。

## 生涯
アニェスはフランス王ルイ9世とマルグリット・ド・プロヴァンスの末娘である。アニェスは両親の11人の子供のうちの末子であった。
1279年にブルゴーニュ公ロベール2世と結婚し、2人の間には8人の子供が生まれた。
1306年に夫ロベール2世が死去し、アニェスは後継者の次男ユーグが成人し、ブルゴーニュ公ユーグ5世となる1311年まで摂政をつとめ、1315年にユーグが死去すると、次のブルゴーニュ公となった三男ウード4世の顧問となった。
その間の1314年、アニェスの大甥にあたるフランス王太子ルイに嫁いだ娘マルグリットは義父フィリップ4世の命令により、ノルマンディーの騎士フィリップ・ドネーとの姦通罪により幽閉され、後の裁判で有罪となった。
翌年1315年にフィリップ4世が崩御したため、夫の即位によりマルグリットはフランス王妃となったが、終身刑が決まりガイヤール城に投獄された。それにより、マルグリットとルイ10世の間に産まれた外孫の王女、ジャンヌの嫡出性も疑問視された。アニェスは息子ウード4世の支援で、特にマルグリットの死後はまだ幼少のジャンヌ王女のフランス及びナバラの両国の王位継承権を保証するために戦った。
1316年6月5日、ルイ10世が崩御すると、ルイ10世の実弟でジャンヌの叔父にあたるポワティエ伯フィリップがまず摂政に任命され、その後、次の王に選出されてフランス王フィリップ5世となり、ジャンヌのフランス王位継承権は剥奪された。
アニェスはウード4世と共に、ブルゴーニュ、フランドル、アルトワの封建領主達に孫娘のジャンヌ王女の王位継承権を守るべく支援を求めたが、「サリカ法」を事由とし、女性がフランスの王位に就くことはできないとされていたため失敗に終わった。
1322年、フィリップ5世が崩御した。フィリップ5世には男性相続人がおらず、姪ジャンヌの相続権は無視し続けたため実弟で後のシャルル4世にフランスとナバラの王位が継承された。
1327年12月19日にアニェスはコート＝ドールで死去し、シトー修道院に葬られた。
その翌年1328年、シャルル4世崩御によりジャンヌはナバラ王位継承に成功した。

## 子女
- ジャン（1279年 - 1283年） - ブルゴーニュ伯オトン4世の長女アリックスと婚約していたが、夭折
- マルグリット（1285年 - 1290年以前） - 夭折
- ブランシュ（1288年 - 1348年） - サヴォイア伯エドアルド妃
- マルグリット（1290年 - 1315年） - フランス王ルイ10世妃
- ジャンヌ（1293年 - 1348年） - フランス王フィリップ6世妃
- ユーグ（1294年 - 1315年） - ブルゴーニュ公
- ウード（1295年 - 1350年） - ブルゴーニュ公
- ルイ（1297年 - 1316年） - アカイア公、アカイア公領継承者マオー・ド・エノーと結婚
- マリー（1298年 - 1336年） - バル伯エドゥアール1世と結婚
- ロベール（1302年 - 1334年） - トネール伯、トネール女子相続人ジャンヌと結婚